# Auguste Strobl

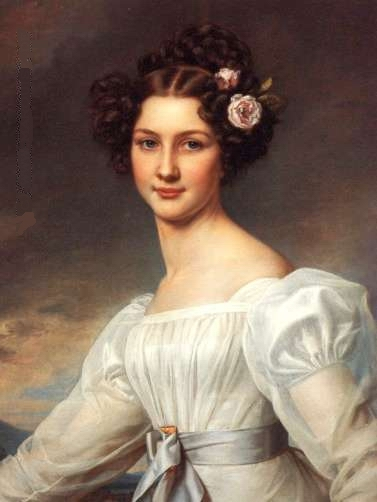
Auguste Strobl, erstes Bild vom Dezember 1826

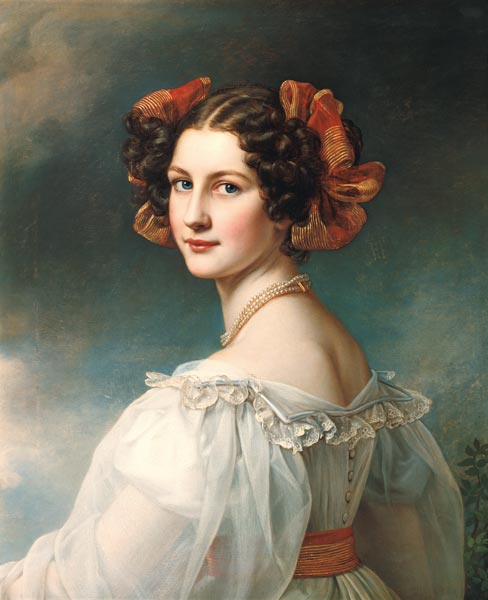
Auguste Strobl, zweites Bild vom Januar 1827 (erste Fassung für die Schönheitengalerie)

Auguste Strobl (* 24. Juni 1807 in München; † 1. Februar 1871 in Passau) war eine von König Ludwig I. mit schwärmerischen Gedichten bedachte bayerische Schönheit, deren Bildnis sich in der Schönheitengalerie von Schloss Nymphenburg befindet.

## Leben
Auguste Strobl war die Tochter des königlich bayerischen Hauptbuchhalters Christoph Strobl und der Maria Anna Josepha Schmid, die 1799 geheiratet hatten.
Als Zwanzigjährige erregte sie aus unbekanntem Anlass die Aufmerksamkeit des bayerischen König Ludwigs I., woraufhin er sie die Schönste seines Königreiches nannte und ihr Gedichte und Briefe widmete, in der er sie als die Holdselige, die Schönste, die Tugendhafteste verehrte.
Da Ludwig plante, eine Sammlung von Porträts schöner Frauen aller Stände, denen man in seiner Stadt München auf der Straße begegnen konnte, aufzubauen, ließ er Auguste Strobl im Dezember 1826 von seinem Hofmaler Joseph Karl Stieler malen. Das Ergebnis missfiel dem König jedoch, denn Stieler hatte eine Ansicht gewählt, die Strobls Schwanenhals allzu sehr betonte. Da Ludwig Strobls natürliche Schönheit dokumentiert haben wollte, verbot sich eine nachträgliche malerische Verkürzung ihres Halses. Stieler musste sie 1827 noch einmal malen, nun stellte der Maler die junge Frau bildeinwärts gerichtet und über die linke Schulter aus dem Bild herausschauend dar, was eine ungewöhnliche Rückenansicht ergibt. Der zu lange Hals wurde zudem durch eine Perlenkette etwas verdeckt. Ludwig, der kurz daran gedacht hatte, beide Bilder anzunehmen, entschied sich dann aber für das zweite Bild, das so zum Auftakt für die neue Schönheitengalerie wurde. Das erste Bild von 1826 kam abhanden. Möglicherweise schenkte es Ludwig der Strobl. Es tauchte erst 1976 wieder auf dem Kunstmarkt auf und wurde vom Residenzmuseum in München angekauft.
Der Legende nach bat Auguste Strobl den König, ihren Verlobten, den Forstdienst-Aspiranten Anton Norbert Hilber zum Revierförster von Ergoldsbach bei Landshut zu befördern, was am 6. Dezember 1830 auch geschah. Beide heirateten am 22. Januar 1831 mit Unterstützung Ludwigs und Auguste zog zu ihrem Mann ins Forsthaus Ergoldsbach. Auguste Hilber wurde Mutter von fünf Kindern, drei Söhnen und zwei Töchtern. Der König besuchte sie 1835 noch einmal in der Revierförsterei und verfasste bei dieser Gelegenheit ein letztes Gedicht auf sie. Möglicherweise brachte er ihr damals das erste Bild als Gastgeschenk mit, was jedoch nicht belegt ist.
In den Jahren 1836 bis 1851 lebte sie mit ihrer Familie in Schönberg im Bayerischen Wald. Dort ist in den Pfarrmatrikeln auch König Ludwig als Taufzeuge des Ludwig Hilber eingetragen. Dabei war er aber nicht persönlich anwesend, sondern ließ sich vertreten. 1851 wurde Hilber als Forstmeister an das Forstamt Passau versetzt. Dort starb Auguste Hilber 1871 und liegt auf dem Innstadtfriedhof begraben.
Auguste Strobl war über ihre Schwester Amalia Strobl (1809–1865) die Schwägerin des Innsbrucker Kunsthändlers Franz Unterberger (1795–1867) und eine Tante des österreichisch-belgischen Malers Franz Richard Unterberger.

## Rezeption des Bildnisses
Vor allem berühmt geworden ist das zweite Bildnis Stielers von Auguste Strobl: Den zarten Teint, den frischen Blick, die raffinierte Frisur und das weiße Musselin-Kleid der jungen Münchnerin formte er zu einem Bildnis von großer Anmut, das offenbar schon zur Entstehungszeit besonders beeindruckte, so dass Stieler 1827/28 mindestens drei bekannte Fassungen malte. Die erste Fassung gelangte in die Schönheitengalerie König Ludwigs, eine zweite Fassung kam an den König von Württemberg (und 2019 über Privatbesitz in den Kunsthandel) und eine dritte Fassung befindet sich heute in der Kunsthalle Hamburg.
Unter den Porträts von Ludwigs Schönheitengalerie erlangte das Bildnis der Auguste Strobl besondere Popularität, denn es wurde bereits im 19. Jahrhundert zahlreich in Kopien sowie mehr oder weniger abgewandelten Miniaturen verbreitet. Auch heute noch wird das Porträt gerne als Motiv für Kunstdrucke oder zur (bisweilen kitschigen) Zierde etwa von Schokoladenpapier, Bierkrug-Deckeln, Taschen oder als Covermotiv auf Romanen verwendet.
Das Bildnis der Auguste Strobl veranlasste den Lustspieldichter C. von Ploetz zu einem 1827 in der Zeitschrift Flora veröffentlichten Gedicht mit dem Titel „An das Bildnis eines jungen Frauenzimmers im weißen Kleide“.